# Истомин, Артём Евгеньевич
Артём Евге́ньевич Исто́мин (род. 21 сентября 1995, Курган, Россия) — российский тренер по биатлону.

## Биография
Родился 21 сентября 1995 года в Кургане.
В детстве занимался лыжными гонками у Сергея Михайловича Лебедева. В 15-летнем возрасте перешёл в биатлон, однако через 3 года закончил заниматься спортом из-за проблем со здоровьем.
В 2017 году окончил Сургутский государственный университет. Затем поступил в магистратуру Университета имени Лесгафта в Санкт-Петербурге, где также преподавал физиологию и занимался научной деятельностью.
В апреле 2018 года подал заявку в Союз биатлонистов России на тренерский конкурс, и уже через месяц Истомин был назначен тренером основной мужской сборной России по биатлону вместе с Анатолием Хованцевым. В последующие 2,5 года работал в сборной с Сергеем Белозёровым, Робертом Кабуковым и Юрием Каминским.
В сентябре 2020 года был призван на службу в ряды российской армии. Спустя год вернулся в сборную России, был тренером резервной команды.
С мая 2022 года совместно с Виталием Норицыным является самостоятельным тренером собственной группы биатлонистов сборной России. Тогда же в возрасте 26 лет Истомин стал самым молодым старшим тренером в истории российской сборной.